# 1743
1743 (MDCCXLIII) fue un año común comenzado en martes según el calendario gregoriano.

## Acontecimientos
- 18 de febrero: Georg Friedrich Händel estrena el oratorio Sansón.
- 20 de febrero: Un terremoto de 7.1 sacude la región italiana de Salento provocando un tsunami que deja alrededor de 300 fallecidos.
- 19 de mayo: Jean-Pierre Christin presenta en la Sociedad real de Lyon el primer termómetro en utilizar la escala centígrada de temperaturas tal como la conocemos hoy.
- 16 de junio: Se libra la batalla de Dettingen en el marco de la Guerra de Sucesión Austriaca.
- 7 de agosto: Rusia y Suecia firman el tratado de Åbo, con el que se pone fin a la guerra entre ambos países.
- 13 de septiembre: Firma del tratado de Worms entre Gran Bretaña, Austria y Cerdeña.
- 1 de octubre: Curicó, ciudad de Chile en ese año se funda como San José de Buenavista de Curicó
- 29 de noviembre: El cometa  C/1743 X1 (Uno de los más impresionantes de la historia), fue descubierto por Jan de Munck en Middelburg.
- 25 de octubre: Francia y España firman el segundo pacto de familia.

## Nacimientos

### Enero
- 18 de enero: Louis Claude de Saint-Martin, filósofo francés (f. 1803).

### Febrero
- 9 de febrero: Luigi Boccherini, compositor y músico italiano (f. 1805).
- 13 de febrero: Joseph Banks, naturalista y botánico británico (f. 1820).
- 18 de febrero: Francisca Antonia Arnal, madre del líder rioplatense José Gervasio Artigas (f. 1803).

### Marzo
- 30 de marzo: Beato Diego José de Cádiz, religioso capuchino español (f. 1801).

### Abril
- 13 de abril: Thomas Jefferson, político estadounidense, 2° vicepresidente desde 1797 hasta 1801 y 3° presidente desde 1801 hasta 1809 (f. 1826).

### Mayo
- 20 de mayo: Toussaint Louverture, político y militar haitiano (f. 1803).

### Junio
- 2 de junio: Giuseppe Balsamo, médico y alquimista italiano (f. 1795)
- 3 de junio: José Fernando de Abascal y Sousa, militar español (f. 1821)
- 20 de junio: Anna Laetitia Barbauld, poetisa, ensayista y escritora de libros para niños británica (f. 1825).

### Agosto
- 19 de agosto: Madame du Barry, noble y cortesana francesa (f. 1793).
- 26 de agosto: Antoine Lavoisier, químico francés (f. 1794).

### Noviembre
- 11 de noviembre: Carl Peter Thunberg, explorador, naturalista y botánico sueco (f. 1828).

## Fallecimientos
- 3 de enero: Ferdinando Galli-Bibiena, arquitecto y diseñador italiano. (n. 1657)
- 22 de febrero: D. Luis de Belluga y Moncada, Cardenal y Obispo de la Diócesis de Cartagena.
- 16 de abril: Ana Sofía Reventlow, Reina consorte de Dinamarca y Noruega (n. 1693)
- 25 de agosto: James Arrow, Pirata y corsario entre 1710 y 1725 (n. 1692)